# Łopacianka
Łopacianka (prononciation : [wɔpaˈt͡ɕaŋka]) est un village polonais de la gmina de Borowie dans le powiat de Garwolin de la voïvodie de Mazovie dans le centre-est de la Pologne.
Il se situe à environ 17 km au nord-est de Garwolin (siège du powiat) et à 65 km au sud-est de Varsovie (capitale de la Pologne).

## Histoire
De 1975 à 1998, le village appartenait administrativement à la voïvodie de Siedlce.